# Air Cargo Global
AIR CARGO GLOBAL, s. r. o. (ACG) byla slovenská letecká společnost zaměřená na nákladní leteckou dopravu. Specializovala se  na charterovou přepravu zboží (včetně nebezpečných nákladů, které nejsou přepravitelné letadly společně s pasažéry) do Afriky, Asie a Jižní Ameriky. Provozovala nákladní Boeingy 747.

## Historie
Air Cargo Global byla založena v roce 2009 pod názvem GAA Private Limited, v polovině roku 2011 se přejmenovala na ACG Slovakia a od konce roku 2013 nese současné jméno; právní formou je společnost s ručením omezeným. Koncem července 2014 získala provozní licenci na poskytování leteckých dopravních služeb, přepravy leteckého zboží.
ACG navázala v roce 2014 na činnost zkrachovalé německé společnosti Air Cargo Germany, od níž podědila jméno, jedno letadlo a část zaměstnanců. Většinovým vlastníkem je Slovák Igor Bondarenko, menšinovým pak Andrey Goryashko, bývalý ředitel nákladní sekce Aeroflotu. První komerční let ACG byl uskutečněn 26. srpna 2014 z Billundu do Monrovie na základě objednávky UNICEFu. Na palubě letadla se vezly tuny léků a zdravotnické techniky pro postižené epidemií eboly.
Od roku 2017 ACG provozovala nepravidelnou nákladní linku Praha – Turkmenbaš – Hongkong.
Do května roku 2017 bázovala některá svá letadla na letišti v Bruselu. Odsud ale v tomto roce odešla kvůli zdejším přísným hlukovým limitům. Jedno své letadlo tak tato společnost začala bázovat na letišti Václava Havla v Praze.
Společnost ukončila v Německu činnost 26. února 2020. 
Společnost nadále plánuje pokračovat v činnosti ze své centrály v Bratislavě. 

## Flotila

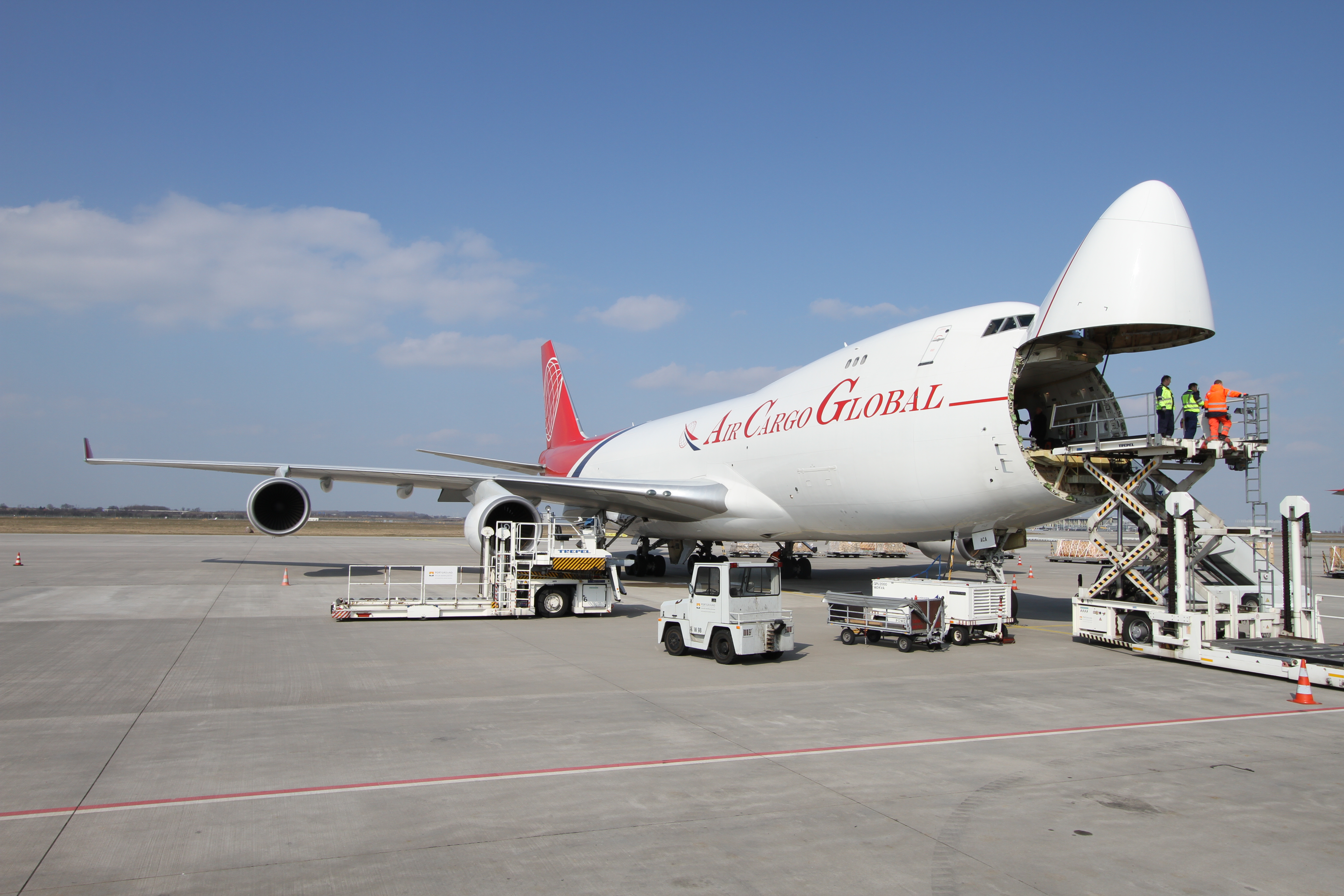
Boeing 747-400F imatrikulace OM-ACA při nakládce zboží

V červenci 2017 flotila ACG čítala následující letadla.
| Letadlo          | Imatrikulace | Kapacita        | Zařazení | Vyrobeno | Poznámky |
| ---------------- | ------------ | --------------- | -------- | -------- | -------- |
| Boeing 747-400SF | OM-ACG       | 107 tun nákladu | 2014     | 1991     | [ 13 ]   |
| Boeing 747-400SF | OM-ACB       | 107 tun nákladu | 2016     | 1991     | [ 14 ]   |
| Boeing 747-400SF | OM-ACJ       | 107 tun nákladu | 2017     | 1991     | [ 15 ]   |
| Celkem           | 3            |                 |          |          |          |